# 챌린저 프로 리그
챌린저 프로 리그(Challenger Pro League)는 벨기에의 축구 2부 리그로 벨기에 프로 리그의 하위 리그이다. 공식적으로는 로 부르고 있다. 2015년부터 2020년까지는 리그 후원사였던 프록시무스 그룹의 이름을 붙여 프록시무스 리그(Proximus League)로 불렀었다.

## 역사
벨기에의 프로팀이 24개팀으로 감소하면서 벨기에 왕립 축구 협회는 2016년에 벨기에 2부 리그를 재정비해서 8개팀이 참가하는 새로운 리그를 신설했다.

## 구성
프록시무스 리그는 2번의 라운드로 나누어 경기하는데 각각의 라운드마다 8개팀이 홈&어웨이 방식으로 2번씩 경기를 가지는 방식으로 라운드마다 14경기씩 총 28경기를 가지며 각 라운드 1위팀이 승격 플레이오프를 가져 승격팀을 결정한다. 만약 각 라운드 1위팀이 동일할 경우에는 승격 플레이오프없이 1위팀이 승격한다.
2018-19 시즌까지 승격팀을 제외한 상위 3개팀은 프로 리그의 7~15위팀과 UEFA 유로파리그 예선전 진출팀을 결정하는 플레이오프에 진출했고 나머지 4개팀이 강등 플레이오프를 가졌지만 2019년부터 승격팀을 포함해서 상위 6개팀이 모두 플레이오프에 진출하고 나머지 2개팀은 강등 플레이오프로 떨어져 5경기를 하며 강등팀을 결정한다.
2020-21 시즌부터 전, 후반기 없이 모든 팀이 각각의 팀과 홈&어웨이 방식으로 각각 2경기씩 4경기를 하여 한 시즌 동안 총 28경기를 치른다. 우승팀은 곧바로 1부 리그로 승격하며 2위팀은 주필러 리그의 15위팀과 홈&어웨이로 승강 플레이오프를 가진다. 가장 하위 순위의 팀은 3부 리그인 디비전 1으로 강등된다.

## 역대 우승팀
| 시즌    | 전반기 우승팀           | 후반기 우승팀           | 승격 플레이오프 진출팀             | 강등                   |
| ------- | ----------------------- | ----------------------- | ---------------------------------- | ---------------------- |
| 2016–17 | 루셀라레                | 앤트워프                | 앤트워프                           | 로멀                   |
| 2017–18 | 베이르스홋              | 세르클러 브뤼허         | 세르클러 브뤼허                    | 없음                   |
| 2018–19 | 메헬렌                  | 베이르스홋              | 메헬렌                             | 튀비즈                 |
| 2019-20 | 뢰번                    | 베이르스홋              | 베이르스홋                         | 루셀라레 비르통 로케런 |
| 시즌    | 우승팀                  | 우승팀                  | 승격 플레이오프 진출팀             | 강등                   |
| 2020-21 | 위니옹 SG               | 위니옹 SG               | 세랭(승강PO 승리로 승격)           | 없음                   |
| 2021-22 | KVC 베스테를로          | KVC 베스테를로          | RWD 몰렌베이크(승강PO 패배로 잔류) | 로얄 엑셀 무스크롱     |
| 시즌    | 정규 시즌 승자 (우승팀) | 정규 시즌 승자 (우승팀) | 승격 플레이오프 진출팀             | 강등                   |
| 2022–23 | RWD 몰렌베이크          | RWD 몰렌베이크          | 해당 시즌 플레이오프 없음          | 비르통                 |
| 시즌    | 우승팀                  | 2위팀                   | 승격 플레이오프 진출팀             | 강등                   |
| 2023–24 | 베이르스홋              | 덴더르                  | 로멀 SK(승강PO 패배로 잔류)        | 세렝 SL16              |